# 요즈가트주

요즈가트주의 위치

요즈가트주(튀르키예어: Yozgat ili)는 튀르키예 중부에 위치한 주로, 중앙아나톨리아 지역에 속한다. 주도는 요즈가트이며 면적은 14,123km2, 인구는 727,394명(2006년 기준), 자동차 번호는 66번, 시외전화 지역번호는 0354번이다. 북서쪽으로는 초룸주, 서쪽으로는 키리칼레주, 남서쪽으로는 키르셰히르주, 남쪽으로는 네브셰히르주, 남동쪽으로는 카이세리주, 동쪽으로는 시바스주, 북동쪽으로는 토카트주, 북쪽으로는 아마시아주와 접하며 14개 군을 관할한다.